# Альмо, Джия
Джи́́я Мари́ Альмо́ (англ. Gia Marie Allemand; 20 декабря 1983, Хауард-Бич, Куинс, Нью-Йорк — 14 августа 2013, Новый Орлеан) — американская актриса фотомодель и телевизионная персона.

## Ранние годы
Джия Мари Альмо родилась 20 декабря 1983 года в семье Юджина и Донны Альмо в районе Хауард-Бич в Квинсе, штат Нью-Йорк, и выросла в районе Стейтен-Айленд и неподалеку в пригороде Манорвилля, штат Нью-Йорк, на Лонг-Айленде, где она окончила среднюю школу Линденхерст в 2001 году Родители Альмо расстались в 1992 году, а позже развелись. Донна Альмо вышла замуж за Тони Микелетти, он был ближе Джии, чем родной отец. Альмо рано начала работать моделью и ещё ребёнком снималась в рекламе Johnson & Johnson. Будучи подростком, Альмо поначалу никогда не думала о карьере модели. Однако, в 19 лет её попросили принять участие в конкурсе купальников, который она выиграла. Она заняла второе место на конкурсах Miss Hawaiian Tropic и Miss Red Hot Taj Mahal Super Bowl в 2005 году. Альмо наиболее известна тем, что появилась в качестве модели купальника в журнале Maxim в 2007 году. В 2008 году она была названа Мисс Бикини ― моделью года в США. В следующем году Альмо заняла первое место в классе бикини на любительском чемпионате NPC Arnold. Кроме того, она работала в консалтинговой компании Dream It Make It.

## Карьера
Альмо говорила в интервью, что у неё всегда была страсть к актёрскому мастерству и выступлениям. В прошлом она была профессиональной балериной, но её танцевальная карьера была прервана после того, как она повредила подколенное и ахиллово сухожилия. Тем не менее она посещала уроки актёрского мастерства в средней школе и в колледже Хартфорда.
В 2010 году Альмо прославилась с участием в 14-м сезоне реалити-шоу «The Bachelor». В том же году Альмо была выбрана на роль в предстоящем фильме Бретта Ратнера о жизни актёра Джанни Руссо. Она была приглашена на второстепенную роль актрисы Авы Гарднер. Руссо выбрал её на эту роль, сказав: Джиа очень похожа на Аву, но на самом деле её энтузиазм убедил меня выбрать её. В 2011 и 2013 годах она сыграла роль Шоны Лейбовиц в короткометражных фильмах «Призрачный путь: Отчёт Кинси» и «Призрачный путь: Гумба — похититель тел в морге», соответственно.

## Личная жизнь
В 2013 году Альмо жила в Новом Орлеане и встречалась с игроком НБА ― Райаном Андерсоном.
Она страдала от предменструального дисфорического расстройства.

## Смерть
12 августа 2013 года Джия была госпитализирована в «University Hospital» в Новом Орлеане (штат Луизиана, США) после попытки самоубийства через повешение. Согласно отчету Департамента полиции Нового Орлеана, днем 12 августа она спорила со своим бойфрендом, Райаном Андерсоном по причине её подозрений в том, что он был ей неверен, за несколько часов до того, как она попыталась покончить с собой. В отчете говорится, что она повесилась на шнуре пылесоса, привязанном к перилам винтовой лестницы в её доме после ссоры с Андерсоном в тот день во время обеда. Андерсон высадил Альмо у её квартиры около 6 часов вечера и сказал ей: Я тебя больше не люблю, - говорится в отчете. Это было в ответ на её слова о том, что она все ещё любит его. Баскетболист отправился домой и около 7:28 вечера получил сообщение от матери Альмо, Донны Микелетти, в котором говорилось: С Джией что-то не так, ты должен пойти проверить её. Андерсон отправился домой к Альмо около 7:48 вечера и обнаружил её со шнуром, несколько раз обернутым вокруг шеи, - говорится в отчете. Он попытался быстро размотать шнур, но она уже не реагировала. Тогда он начал звать на помощь. Прибывшие офицеры увидели, как персонал скорой помощи пытается реанимировать девушку, выполняя искусственное дыхание в прихожей квартиры. Они также нашли записную книжку с запиской, написанной Джией, в которой говорилось: Мама получит все.
За два дня до этого она уже пыталась покончить с собой. Два дня спустя, 14 августа 2013 года, стало ясно, что мозг Альмо мёртв и девушка была отключена от аппарата искусственного поддержания жизни, вследствие чего она скончалась в возрасте 29-ти лет.

## Фильмография
| Год  |     | Русское название                                | Оригинальное название                               | Роль          |
| ---- | --- | ----------------------------------------------- | --------------------------------------------------- | ------------- |
| 2011 | кор | Призрачный путь: Отчёт Кинси                    | Ghost Trek: The Kinsey Report                       | Шона Лейбовиц |
| 2013 | кор | Призрачный путь: Гумба — похититель тел в морге | Ghost Trek: Goomba Body Snatchers Mortuary Lockdown | Шона Лейбовиц |